# 努瓦亚勒蓬蒂维
努瓦亚勒蓬蒂维（法語：Noyal-Pontivy，法語發音：[nwajal pɔ̃tivi]）是法国莫尔比昂省的一个市镇，属于蓬蒂维区。

## 地理
努瓦亚勒蓬蒂维（48°4'0"N, 2°52'55"W）面积53.45 平方千米，位于法国布列塔尼大區莫尔比昂省，该省份为法国西北部沿海省份，位于布列塔尼半岛南部，北起阿摩尔滨海省、西接菲尼斯泰尔省，南濒大西洋，东南接大西洋卢瓦尔省，东临伊勒-维莱讷省。
与努瓦亚勒蓬蒂维接壤的市镇（或旧市镇、城区）包括：盖尔塔斯、凯尔富恩、圣蒂里奥、蓬蒂维、讷利亚克、埃沃利斯、圣热朗-克鲁瓦桑韦克。

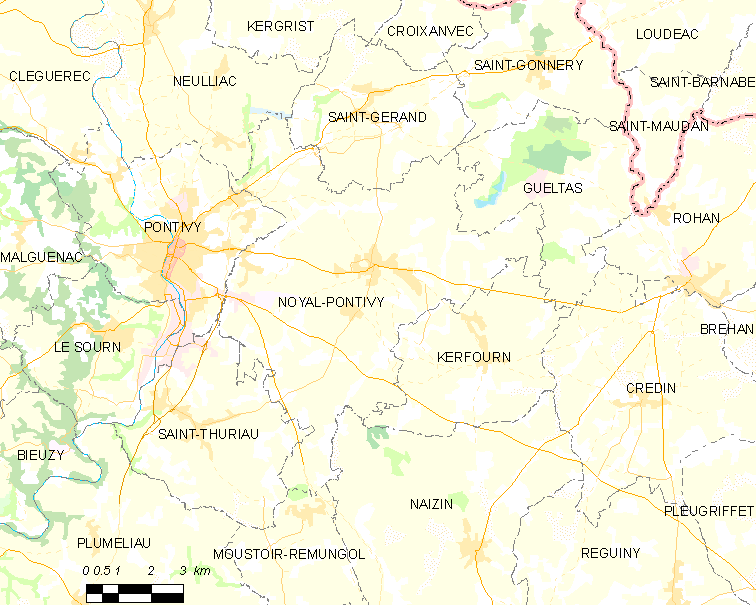
努瓦亚勒蓬蒂维的OSM定位图

努瓦亚勒蓬蒂维的时区为UTC+01:00、UTC+02:00（夏令时）。

## 行政
努瓦亚勒蓬蒂维的邮政编码为56920，INSEE市镇编码为56151。

## 政治
努瓦亚勒蓬蒂维所属的省级选区为蓬蒂维县。

## 人口

1962-2008年间努瓦亚勒蓬蒂维人口变化图示

努瓦亚勒蓬蒂维于2022年1月1日时的人口数量为3605人。